# 向井英二
向井 英二（むかい えいじ、1945年〈昭和20年〉12月2日 - ）は、日本の政治家。富山県高岡市出身。自由民主党富山県議会議員を7期務めた。

## 略歴

### 経歴
- 1945年 - 富山県高岡市五十里に生まれる
- 1964年 - 富山県立高岡高等学校卒業

### 政歴
- 1975年 - 高岡市議会議員に当選
- 1979年 - 高岡市選挙区より富山県議会議員に当選（以降、自民党公認で7期連続当選）
- 1996年 - 富山県議会議長に選出
- 1999年 - 自民党富山県連幹事長に就任
- 2003年 - 富山県議会議員選挙7期目当選（16,988票）
- 2004年 - 高岡市長選挙に立候補、落選（無所属、45,172票）
- 2005年 - 富山3区より第44回衆議院議員総選挙に立候補、落選（民主党公認、47,735票）
- 2008年 - 地域政党「新党きずな」の結党を表明[1]
- 2011年 - 新党きずなの解散を届出 [2]